# 찰스 다윈
찰스 로버트 다윈(영어: Charles Robert Darwin, FRS, 1809년 2월 12일 ~ 1882년 4월 19일)은 영국의 생물학자이자 지질학자로서, 진화론에 가장 크게 기여했다고 알려져 있다. 박물학자이며 철학자로 인정받기도 한다. 다윈은 생물의 모든 종이 공통의 조상으로부터 이어졌다고 보고, (Alfred Russel Wallace)와의 공동 논문에서 인위적인 선택인 선택적인 교배와 비슷한 현상이 생존경쟁을 거쳐 이루어지는 자연 선택(Natural Selection)을 소개했다. 박물학자 이래즈머스 다윈의 손자이며, 생물학자 프랜시스 골튼의 외사촌 형이기도 하다. 또 다윈에게도 큰 영향을 주었다.
다윈은 종의 진화 개념 이전에의 과학의 거부반응을 극복하고 1859년에 저술한 《종의 기원》에 강력한 증거로 진화론을 발표했다. 1870년대에 과학계와 많은 대중이 진화를 사실로 받아들였다. 많은 설명을 할 수 있어 자연선택이 진화의 기본 메커니즘이라는 것에 1930년대에서 1950년대에까지 폭 넓은 공감대가 형성된 이후 현대 진화론에 이르기까지 경쟁 이론은 나오지 않았다. 수정된 내용에서는, 다윈의 과학적 발견은 생명 과학의 통합 이론으로 생명의 다양성을 설명한다.
《종의 기원》에서 생물의 진화론을 내세워 코페르니쿠스의 지동설만큼이나 세상을 놀라게 했다. 당시 지배적이었던 창조설, 즉 지구상의 모든 생물체는 신의 뜻에 의해 창조되고 지배된다는 신중심주의 학설을 뒤집고 새로운 시대를 열어, 인류의 자연 및 정신 문명에 커다란 발전을 가져오게 했다. 로잔대학의 다니엘 셰릭 교수는 '다윈은 사람과(科)에 속한 두 종(種)이 서로 연관이 있으며, 이들이 공동의 조상을 가졌던 시기가 있었다고 말했다'는 언급을 한바있다. 다윈의 이러한 발언은 당시 유럽 사회에 충격을 주었을 것이며 그 당시 진화론과 창조설간의 논쟁에 본격적으로 불을 붙였다고 알려져있다.

## 생애

### 유년기

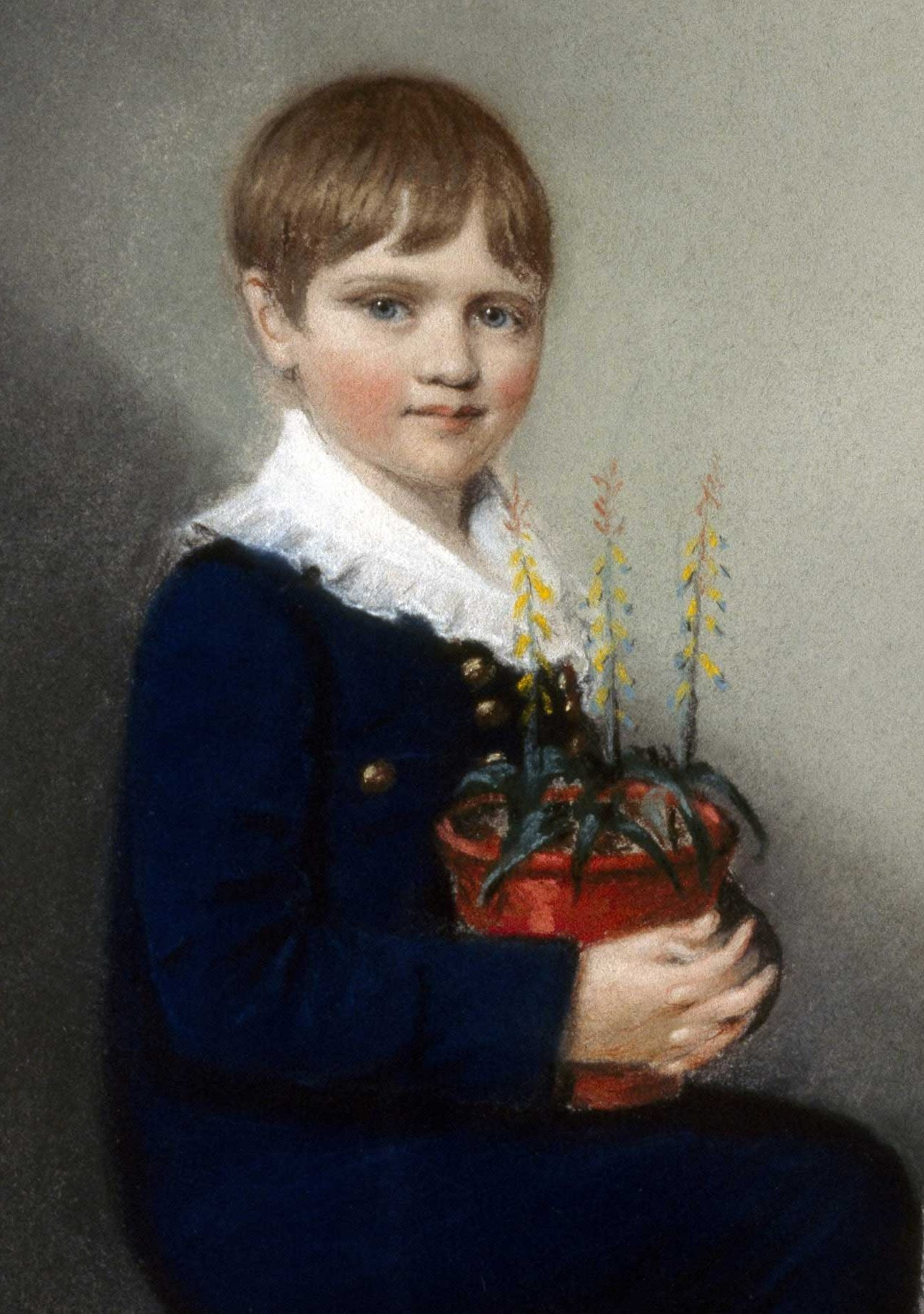
7살의 찰스 다윈, 1816년

찰스 다윈은 1809년 2월 12일 영국 슈루즈베리(Shrewsbury)에서 부유한 의사 로버트 워링 다윈과 어머니 수잔 사이에서 2남 4녀 중 다섯째 아이이자 둘째 아들로 태어났다. 그의 할아버지 이래즈머스 다윈은 노예제도에 반대하는 진보 지식인으로 이름이 난 의사였다.
외할아버지는 영국 도자기 산업의 창시자이며, 도예가이자 기업가인 조사이아 웨지우드였다.
할아버지들은 박물학자이며, 아버지 로버트와 어머니 수잔의 동생인 외삼촌은 모두 사업가로 다윈 가족과 웨지우드 가족은 모두 오랫동안 친밀하였고, 그의 부모님과 더불어 몇 쌍의 겹결혼으로 인해 친한 인척 관계에 있었다. 그러나 어머니 수잔이 다윈이 8세 때 생을 마감하고, 누나인 캐롤라인 등 3명의 누이가 어머니를 대신하여 다윈을 길렀다. 아버지 로버트는 아내의 죽음에 성격이 엄격해졌지만, 아이들이 혹시 비뚤어질까 봐서 심하게 꾸짖거나 하지는 않았다. 이러한 집안의 가풍은 다윈이 어진 성품과 당시로선 자유로운 성공회 믿음을 가지게 하였다.
웨지우드의 가문은 다윈의 탄생 당시 이미 종교개혁으로 영국의 전통교회로 뿌리내린 성공회를 받아들였지만, 양가 모두 원래는 하느님으로서의 예수보다는 사람으로서의 예수에 무게를 두는 반(反) 삼위일체 기독교 교회인 유니테리언 교회의 신도였다. 다윈가는 휘그당의 급진자유주의에 뜻을 같이하고 있었다. 이렇듯 다윈의 집안은 자유주의가 전통인 집안이었으나, 아버지 로버트는 관례에 따라 아이들에게 성공회에서 세례를 받게 했다. 그러나 다윈 남매와 어머니는 유니테리언 교회를 갔다.
어린 시절부터 박물학적인 취미를 좋아하고, 8세 때 식물, 조개, 광물 수집하는 취미를 가지게 되었다. 아버지 로버트는 할아버지와 달리 박물학에는 관심이 없었지만, 꽃과 나무를 가꾸는 일인 원예가 취미였기 때문에 어린 다윈은 자신의 작은 정원을 가졌다. 또한, 할아버지와 같은 이름의 형 에라스머스는 화학 실험에 몰두했고 다윈에게 실험을 돕게 했다. 다윈은 형을 라즈라고 부르면서 그리워했다.

### 학창시절

#### 청소년기
그는 할아버지 에라스무스 다윈을 만나지는 못했지만 어려서부터 할아버지가 쓴 책들을 읽으면서 생물에 대한 호기심을 갖게 된다. 1817년부터 1825년까지 다윈은 초중등 교육을 받았다. 초등학교 시절 다윈은 교육을 지식전수로 잘못 이해하여 학생만의 좋은 점들을 존중하고 키워주지 않는 잘못된 교육때문에 수업에 집중하지 못하여, 교사에게서 '항상 멍하게 있는 녀석'이라는 심한 욕을 듣기도 했다. 1818년, 다윈은 슈루즈버리 학교에서 공부를 시작했는데, 얼마 지나지 않아 과학에 큰 관심이 있다는 사실을 깨달았다. 찰스 다윈은 형인 이래즈머스 다윈과 함께 학교 정원에 화학 실험실까지 마련했다.

#### 의대진학
의사였던 아버지 로버트 다윈은 아들이 의사가 되기를 희망했고, 그를 의대로 진학시키려 노력하였다. 그러나 찰스는 의학에 별로 관심이 없었고, 청소년기 때부터 곤충 채집과 동물 관찰에 흥미를 보였다. 아버지는 그를 설득했지만 그는 별로 공감하지 않았다.
다윈은 16세 때인 1825년에 아버지의 직업을 물려받기 위해 부모 슬하를 떠나 에딘버러 대학교에서 의학을 배웠다. 그러나 피를 봐야 한다는 사실에 거부감을 가졌고, 의학보다는 곤충 채집같은 경험에 입각한 자연계의 다양성을 좋아했다. 더구나 마취학이 없었기 때문에 수술이 환자들에게 고통을 주는 19세기 유럽 의학의 인도주의에 어긋나는 모습과 지나치게 학문에 치우친 의대 교수들의 지루한 강의에 친숙해지지 못하고 1827년에 에딘버러 대학교를 떠나게 된다.

### 박물학과의 만남
흑인 해방노예 존 에드먼스턴에게서 동물의 박제 제작 방법을 배웠다. 이때 배운 박제제작법은 나중에 비글호의 항해에 참가해 생물 표본을 만들 때 많은 도움이 되었다. 2학년 때에는 플리니 협회(급진적인 유물론에 매료된 박물학의 학생들의 클럽, 고대 로마의 박물학자 대 플리니우스와 연관)에 소속해, 해양 생물의 관찰 등에 종사했다. 다윈은 로버트 에드몬드 그랜트의 해양 무척추동물의 생활환경과 해부학의 연구를 도왔다. 어느날, 그랜트는 장바티스트 라마르크의 진화 사상을 칭찬했다. 다윈은 놀랐지만, 그 무렵 할아버지의 책을 읽어 유사한 개념을 알고 있었고, 그리고 그 생각이 논쟁적인 것을 알고 있었다. 대학교의 박물학의 수업은 지질학의 수성론(Neptunism)과 화성론(Plutonism) 논쟁 등을 포함하고 있었지만 지루했다. 또 식물의 분류를 배워, 당시 유럽에서 가장 많은 식물수집을 자랑한 에딘버러 대학교 박물관에서 연구를 도왔다.

#### 신학과 진학

##### 케임브리지 대학교 신학과
1827년 아들이 성공회 신부(Episcopal Reverend)가 되기 바라는 아버지의 뜻에 따라, 케임브리지대학교 신학과에 입학하였다. 하지만 본인의 흥미에 따라 식물학자 헨슬로와 지질학자 아담 세지윅 교수의 지도를 받았으며 1831년에 졸업했다.

##### 케임브리지 대학교 신학부

###### 부친의 권유
에딘버러 대학교에서 좋은 결과를 얻지 못하자, 아버지는 다윈을 성공회 신부로 만들기 위해서 1827년에 케임브리지 대학교에 넣어 신학, 고전, 수학을 배우게 했다. 다윈은 성공회 신부가 되면 성공회 미사 집전, 성서와 신학연구등의 교회 일을 하고 남는 시간의 대부분을 박물학에 쏟을 수 있다고 생각했다. 그래서 아버지의 제안을 기꺼이 받아 들였지만 찰스 다윈의 관심은 신학이 아닌 박물학이었다. 케임브리지 대학교에서도 육촌 윌리엄 다윈 폭스와 함께 필수는 아니었던 박물학이나 곤충 채집에 심취했다. 폭스의 소개로 성직자이자, 박물학자인 존 스티븐스 헨슬로와 만나 친한 친구이자, 제자가 되었다. 다윈은 학내에서 헨슬로가 만든 정원을 둘이서 자주 산책했던 것으로 알려져 있다. 후에 헨슬로와의 만남에 대해서, 자신의 연구에 가장 강한 영향을 주었다고 회고하고 있다. 또 성직자이면서 지질학자였던 아담 세지윅에게 배워, 층서학에 평범하지 않는 재능을 발휘했다.

##### 자연신학
동시에 당시 다윈은 신학의 권위자인 윌리엄 페일리의 《자연신학》(Natural Theology)을 읽었고, 모든 생물은 하느님이 천지창조의 시점에서 완벽한 형태로 창조했다고 하는 설을 납득하고 믿었다. 자연철학의 목적은 관찰을 기반으로 한 귀납적 추론에 의해서 법칙을 이해하는 것이라고 기술한 존 허쉘의 새로운 책이나, 알렉산더 훔볼트의 과학적 탐험 여행 등의 책을 읽었다. 그들의 불타는 열의에 자극되어 열대 지방에서 박물학을 배우기 위해서 졸업한 뒤 동년배들과 테네리페섬에 여행할 계획을 세우며, 그 준비 단계로 세지윅의 웨일스 지질 조사에 참가했다.

##### 여행
이때의 그의 취미는 음악이나 후에 잔인하다며 그만둔 사냥이었다. 입학을 했던 1827년 여름에는 조시아 2세와 그 딸이자, 미래의 아내가 될 엠마 웨지우드와 유럽 대륙을 여행하고 파리에 몇 주간 머물렀다. 이것이 처음이자 마지막 유럽 대륙 여행이었다.

#### 케임브리지 대학교 졸업
1831년에서 최고 성적으로 케임브리지 대학교를 졸업했다. 과학 역사는 이 두 대학교 시절을 다윈의 인생에서 가장 중요한 시기였던 것으로 보고 있지만, 본인은 훗날 회고록에서 "학문으로서 대학교도 (에딘버러 대학교도) 얻은 것은 아무것도 없었다"고 말했다.
그 뒤 그는 세계일주를 하게 되는데, 이때 아버지 로버트의 반대가 극심하였다. 그러나 에딘버러 대학 재학시절의 은사인 존 스티븐스 헨슬로의 간곡한 설득으로 아버지 로버트는 아들의 세계일주를 허용하였고, 이는 훗날 그의 생애는 물론 생물학계에도 족적을 남기게 되는 비글호 항해를 할 수 있게 되었다.

### 비글호

비글호의 여행 경로

#### 탐험 항로
영국 플리머스 항에서 출항 → 브라질 사우바도르 항 → 리우데자네이루 → 우루과이 몬테비데오 → 포클랜드 섬 → 남아메리카 남단을 돌아서 → 칠레 발파라이소 → 에콰도르 갈라파고스섬→ 태평양 횡단 → 뉴질랜드 → 오스트레일리아 시드니 → 아프리카 남단을 돌아서 → 대서양의 어센션섬 → 다시 브라질 살바도르 항구 → 영국 팔머스 항 도착

##### 비글호 탑승
다윈은 성공회 교회에서의 목회보다는 생물학과 지질학에 관심이 많아 세지위크 교수를 따라 북웨일스에 지질학 연구를 위해 여행했다. 헨슬로의 추천으로 1831년 12월 27일 로버트 피츠로이 선장이 이끄는 〈비글〉이라는 이름의 탐험선에 민간인 신분으로 탑승했다. 하지만 이후 뛰어난 박물학 실력을 인정받아 박물학자로서 활동하게 된다. 타고 약 5년(1836년 2월 10일까지) 동안 탐사 여행을 했다. 당시 그는 생물학자로서 승선한 게 아니라, 지식인들과의 교류를 원하는 선장의 지적 욕심에 따라 승선한 것이었다. 선실이 너무 비좁았기 때문에 다윈은 피츠로이의 함장실을 함께 사용했다.
1831년 12월 27일 시작한 비글호의 항해는 피츠로이가 의도한대로 거의 5년이나 지속되었고, 다윈은 그 시간 대부분을 육지에서 지질학을 조사하면서 그리고 자연사 수집물을 수집하면서 보냈다. 그동안 비글호는 해안을 탐사하고 지도를 그렸다.

##### 견본수집
그는 관찰한 것, 이론적 고찰을 꼼꼼히 기록했고, 가끔씩 견본들을 편지와 함께 가족들을 위해 잡지 사본을 캠브리지로 보냈다. 그는 지질학, 딱정벌레 수집, 해양 무척추동물에 전문성을 가지게 되었지만, 다른 영역에서는 초보였고, 전문가들의 평가를 위해 열심히 견본을 수집했다. 항해를 하는 동안 겪게되는 반복적인 뱃멀미로 오는 고통에도 불구하고, 대부분의 동물학 노트는 조용한 휴식기간에 수집한 플랑크톤으로부터 해양 무척추동물에 관한 것이었다.
특히 갈라파고스 군도의 각 섬, 그리고 섬의 해변과 내지에 사는 거북과 새들이 동일한 과에 속하는 종임에도 환경에 따라 약간씩의 차이점을 보이는 것이 그를 깊이 매료시켰다.

##### 지질학 책을 읽다
세인트 줄리안 항구의 첫 번째 정박에서, 다윈은 높은 화산바위 절벽의 흰띠가 조개껍질을 포함하고 있음을 발견했다. 피츠로이는 그에게 찰스 라이엘의 《지질학의 원리》라는 책의 1권을 선물했는데, 그것은 오랜 기간에 걸쳐 천천히 융기와 침강을 한다는 육지의 균일적 개념으로부터 시작되었다. 다윈은 라이엘이 주장한 것을 목격하고, 지질학에 대해 이론화하고 책을 쓸 생각을 하게 된다. 브라질에서 다윈은 열대우림을 보고 기뻐했지만, 노예주인이 노예를 함부로 대하는 노예제도를 보고 혐오감을 느끼게 된다.

##### 고대동물 화석 발견
파타고니아에 있는 푼타아틀라에서는 절벽의 오래되지 않은 조개껍질 옆에서 멸종한 거대 포유류의 화석뼈를 발견하게 된다. 이것은 날씨나 재해로 인한 변화의 징조없이 최근에 멸종했다는 것을 가리키는 증거였다. 그는 거의 알려지지 않은 메가테리움(Megatherium) 곧 땅에서 나무뿌리를 먹으며 사는 늘보의 화석을 치아와 뼈장갑의 연관관계를 이용해서 밝혀냈는데, 처음에는 그 지역에 있는 아르마딜로가 가지고 있는 장갑의 거대한 확장판처럼 보였다.
그 최초의 발견은 영국에 귀국했을 때 큰 흥미를 불러일어켰다. 그는 가우초(목동)들과 함께 말을 타고 내륙으로 지질학을 탐사하며 화석을 더 수집했는데, 이것이 그에게 혁명의 시기에 원주민이나 식민지 사람 모두를 바라보는 사회적, 정치적, 인류학적 통찰을 가지게 했으며, 두가지 종류의 레아(남미 타조)가 분리되긴 했지만, 겹치는 영역을 가지고 있다는 것을 배웠다. 좀 더 남쪽으로 내려가 그는 계단 모양의 널빤지 같은 평원과 해안에서 길러진 조개껍질을 목격했는데, 이것은 일련의 융기를 보여주는 것이었다. 그는 라이엘의 두 번째 권을 읽고, 종의 창조의 중심에 대한 견해를 받아들였지만, 그의 발견과 라이엘의 부드러운 연속과 종의 멸종에 관한 개념에 도전하는 이론을 받아들였다.

##### 원주민과의 만남

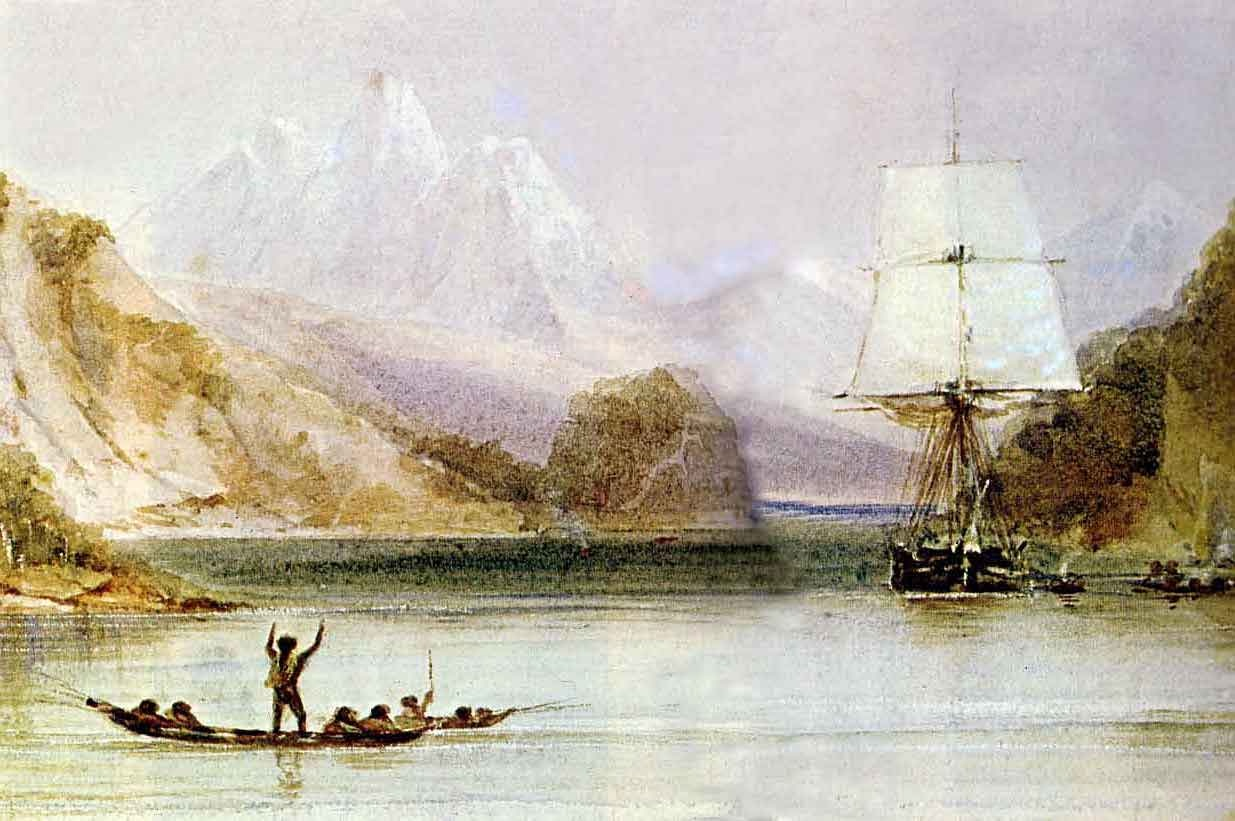
비글호의 첫 번째 남미 탐사에서 푸에지언의 습격

비글호에는 세 명의 파타고니아 원주민이 탑승하고 있었는데, 첫 번째 비글호의 항해에서 인질로 사로잡혔던 이들이었다. 첫해에는 잉글랜드에서 보냈고, 이번 여행에서는 선교사로 참여하였다. 다윈은 이들이 정감있고, 문명화되었음을 알았지만, 그들의 친척들은 야생에서 길들인 동물들처럼 거칠고, 비참하고, 저급한 야만인들처럼 보았다. 다윈에게는 이들의 차이가 문명의 진보의 차이이지, 인종적 저능함이 아니라고 그러니까 잉글랜드 사람과 파타고니아 원주민은 전통이 다른 것 뿐이지, 인종이 우열한 것은 아니라고 보았다. 이는 반(反)진화론 기독교인들이 다윈이 원주민들을 미개인으로 생각하여 인간과 유인원사이의 중간진화단계가 있었다고 믿었는데, 이들이 신앙을 갖게 된 것을 보고 철회했다는 주장이 근거없는 것임을 말해주는 이야기이기도 하다. 그의 과학자 친구들과는 달리, 인간과 동물 사이에 건널수 없는 다리는 없다고 생각했다. 그렇게 1년이 지속되었고, 선교는 포기를 하고 만다. 지미 버튼이라고 이름을 붙여준 파타고니아 원주민은 아내를 얻어 다른 원주민들처럼 살았으며, 잉글랜드로 돌아가고 싶어하지 않았다.
다윈은 칠레에서 지진을 경험했고, 높은 파고에 휩쓸린 홍합층을 포함한 육지가 막 솟아올랐던 징후를 보았다. 높은 안데스산맥에서 조개껍질과 모래 해변에 자라는 여러 화식 나무들을 발견했다. 그는 육지의 융기와 바다 섬의 침강 그리고 산호 보초 그들을 둘러싸 산호섬이 되었다고 이론화했다.
지리적으로 새로운 갈라파고스 제도에서 다윈은 더 오래된 “창조의 중심”에 덧붙여진 야생에서 증거를 찾았고, 흉내지빠귀(mockingbird)가 칠레의 그것과 연관은 있지만, 섬마다 서로 다르다는 것을 발견했다. 또 그는 그들이 왔던 섬마다 약간씩 변종된 거북이 껍질 형태가 있다는 것을 총독에게 들었지만, 식용으로 잡은 거북이를 잡아먹은 후에도 그것들을 수집하지는 못했다.
오스트레일리아에서는 유대류 쥐캥거루와 오리너구리가 너무 특이해 보여 이 두가지가 원래부터 있어왔던 것이라고 생각했다. 그는 그곳 원주민(에보리진)들이 유머를 가지고 있는 즐거운 사람들이지만, 유럽 정착민들에 의해 감소되고 있다는 것을 발견하게 되었다.
비글호는 코코스 제도가 어떻게 형성되었는지 조사를 했으며, 그 조사는 다윈의 이론을 지지하는 토대가 되었다. 피츠로이는 비글호 항해의 공식적인 보고서를 쓰고 있었는데, 다윈의 일기를 보고서는 한권의 평가서로 합치자고 제안을 한다. 다윈의 저널은 결국 자연사에 대해 분리된 세 번째 권으로 다시 쓰여진다.
케이프타운에서 다윈과 피츠로이는 존 허셀을 만났다. 그는 그 당시에 라이엘의 〈동일과정설〉에 대한 찬사를 썼는데, “기적의 진행에 대한 반박으로서의 자연”을 “미스테리 중 미스테리에 대한 새로운 장을 여는 대담한 숙고이자, 다른 것에 의해 멸종된 종의 대체”라고 찬사를 했다. 배가 고향을 향해 갈 때 다윈은 노트를 준비하면서 다음과 같이 썼다. 만약 흉내지빠귀, 거북, 포크랜드 제도의 여우가 옳다면, "종의 안정성을 뒤흔드는 그런 사실들”(such facts undermine the stability of Species)이다. 그리고 조심스럽게 would를 undermine 앞에 덧붙였다. (‘종의 안정성을 뒤흔들 수도 있는 그런 사실들’로 번역된다.) 그는 이후 그런 사실들이 “종의 기원에 빛을 던져주는 것처럼 보였다!”고 썼다.
1836년까지 남아메리카와 남태평양의 여러 섬을 돌아다니며, 지질과 동식물에 대하여 세밀하게 관찰하였다. 그 결과 생물의 진화를 확신하게 되었다. 아르헨티나의 팜파스에서 나온 화석과 현생 생물과의 비교, 갈라파고스 제도에 사는 동물의 지리적 변이에서 특히 강한 영향을 받았다. 세계 일주 탐험에서 수집한 많은 자료들을 정리하면서, 결과 보고서 작성에 노력하였다. 1837년 다윈은 이른바 "적색 메모장" (Red Notebook)에 최초로 종의 변화에 관한 착상을 기록한다.

### 진화론 연구

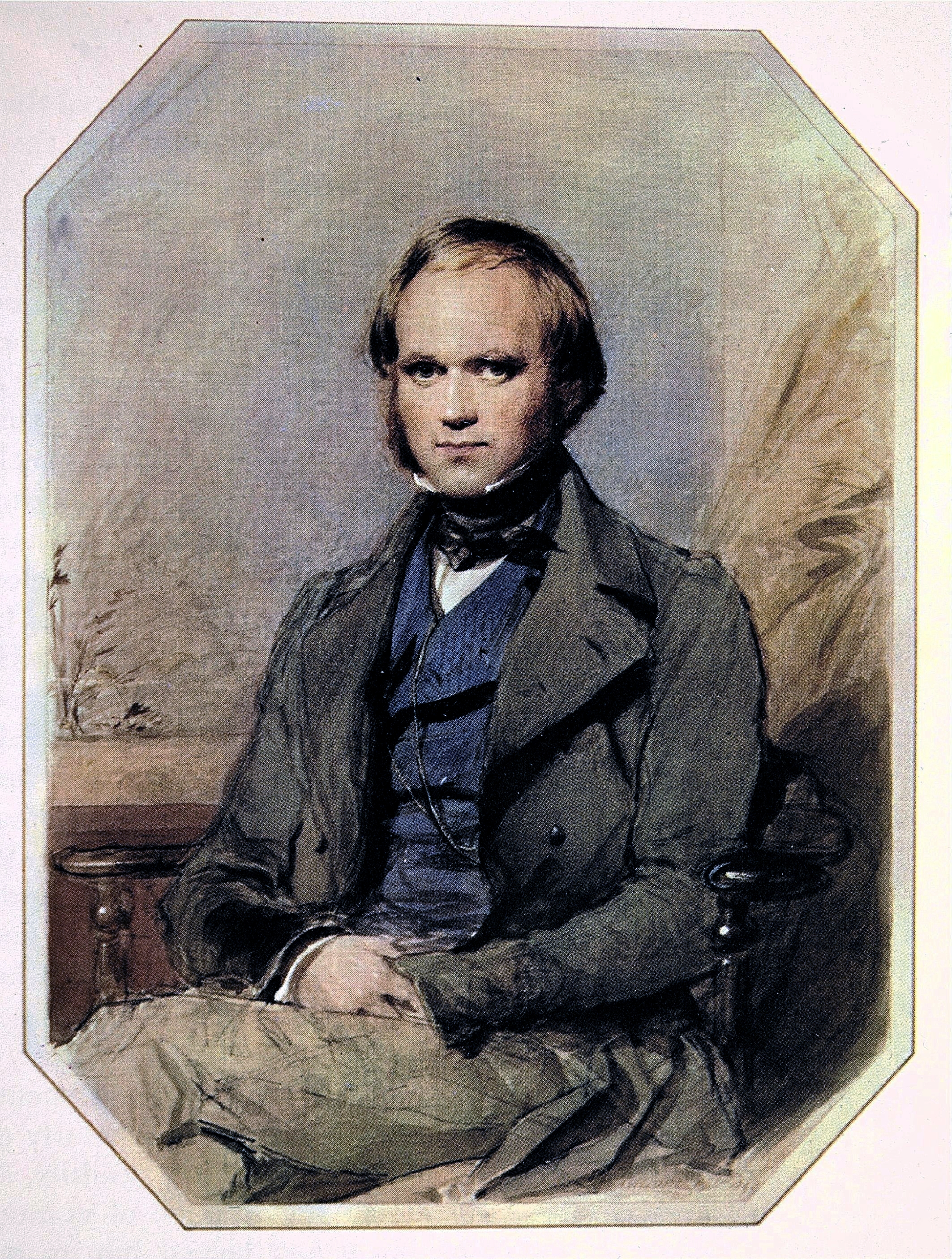
찰스 다윈의 초상화

1836년 10월 2일 비글호가 콘월주의 팰머스에 도착했을 때, 이미 다윈은 유명인사가 되어 있었다. 스승인 존 스티븐스 헨슬로우가 1835년 그의 학생이었던 다윈의 편지를 모아 다윈의 지리학 편지라는 팜플렛을 만들어 배포했기 때문이다. 다윈은 스러우스베리에 있는 고향집을 방문해 친척들을 만났고, 이후 식물 표본을 채취하기 위해 박물학자로 비글호에 소개를 해준 스승을 만나기 위해 캠브릿지로 서둘러 갔다. 헨슬로 교수와 함께 자신이 가져온 수많은 표본을 분류하기 시작했다. 그들은 다윈의 항해 기록도 정리하여 1839년에 <<비글 호 항해기>>로 출판했다. 다윈의 부친은 투자를 종용하여 그의 아들을 자선 모금을 할 수 있는 과학자로 만들었다. 흥분한 다윈은 그가 수집한 표본과 수집품을 설명해줄 과학자들을 초청하기 위해 런던 여기저기를 돌아다녔다. 동물학자들은 저장고를 가지고 있었으며, 창고에 넣어둔 표본은 손상될 위험이 있었다.
10월 29일 찰스 라이엘은 그를 열렬히 맞았고, 곧 유망한 해부학자, 리처드 오웬을 소개시켜 주었다. 그는 왕립외과대학에서 다윈이 수집한 화석 뼈 표본을 분석할 수 있는 장비를 보유하고 있었다. 오웬은 다윈이 수집한 메가테리움과 같은 거대 멸종 육상 동물들의 거의 완벽한 두개골 등을 보고 놀랐다. 이러한 멸종 동물들은 남미의 현존하는 개체와 연관되어 있었기 때문이다.
12월 중순 다윈은 그의 수집품을 정리하고, 그의 저널을 다시 쓰기 위해 캠브릿지에서 숙박을 했다. 그는 최초의 논문을 썼는데, 남미 대륙이 조금씩 융기한다는 것을 보여주는 것이었다. 라이엘의 적극적인 후원으로 1837년 1월 4일 런던지질학회에 회람되었다. 같은 날, 그는 동물학회에 그의 포유류와 조류의 표본에 대한 발표를 했다. 조류학자 존 굴드는 곧 다윈이 검은새 그로스-비크와 핀치의 혼합 종이라고 생각했던 갈라파고스 새가 사실은 핀치의 12개의 분리된 종이라는 사실을 발표했다. 2월 17일 다윈은 지질학회 평의회로 선출되었으며, 라이엘 의장은 다윈의 화석에 대한 오웬의 발견에 대해서 발표를 했으며, 종의 지리적 연속성은 그의 동일과정설을 뒷받침하는 것이라고 강조했다.
3월 초 다윈은 라이엘의 과학 학회에 가입하기 위해 런던으로 이사를 갔으며, 하느님을 법의 프로그래머로 묘사한 찰스 바비지와 같은 전문가와 회합을 했다. 새로운 종의 “미스테리 중 미스테리”에 대한 존 허셜의 편지는 특별한 기적이 아니라 자연의 법칙에서 찾은 설명과 함께 널리 토론이 되었다. 다윈은 자유로운 사상을 가진 형 해라즈머스 다윈과 함께 휘그당의 일원으로 머물렀다. 또한 인구과밀과 가난으로 복지가 희생되지 않도록 하기 위한 논쟁적인 휘그당의 〈신빈민법〉(Poor Law reforms)의 근원이 되는 맬더스의 주장을 선동했던 절친한 작가 해리엇 마티노도 그의 신념의 동반자였다. 유니테리언으로서 그녀는 종의 변이를 뜻하는 급진적인 결론을 반겼다. 당시 이러한 설은 그랜트와 에티엔 조프루아 생틸레르의 영향을 받은 외과의사들이 신봉하던 것들이었는데, 이것은 당시 방어적인 성공회 사회 질서의 아나테마(anathema, 저주)였던 것이다.
굴드는 다윈을 만나서 각각 다른 섬에서 채집한 갈라파고스 제도의 흉내지빠귀가 변종이 아니라, 분리된 종이라고 말을 해준다. 그리고 다윈이 굴뚝새라고 생각했던 것도 또한 핀치류라고 알려줬다. 다윈은 섬마다 구별하여 핀치에 분류표를 붙이지 않았기 때문에 비글호에 탑승한 로버트 피츠로이를 비롯한 다른 이들의 노트에서 자료를 찾아 섬마다 종을 분리했다. 그 두 마리 레아는 또한 다른 종이었고, 3월 14일 다윈은 그들의 분포가 남쪽으로 가서 어떻게 바뀌었는지를 발표했다.
3월 중순경 다윈은 레아나 거대한 과나코를 닮은 이상한 마크라우케니아와 같이 멸종했거나, 살아 있는 종의 지리적 분포를 설명하기 위해 “한 종이 다른 종으로 변하는 가능성”에 대해 적색 노트에서 고민 중이었다. 수명에 관한 그의 생각, 즉 무성생식과 유성생식에 대한 그의 생각을 노트 B에 7월 중순 경 적게 되었다.
1838년 지질학회 서기에 선출되고 지리학자로도 활동하며 동물학 연구에 전념하였다. 이후 건강이 나빠지자 1842년에는 런던 교외에 은거하면서 진화론에 관한 자료를 수집, 정리하는 데 힘을 기울였다. 1839년 1월 훌륭한 조수이자 외사촌 누나인 엠머 웨지우드와 결혼 후, 탐구 여행에 관한 보고서를 출판하는등 활발한 학문활동을 했다. 도자기 공장을 운영하는 엠마의 집안과 다윈의 집안 모두 부유했기 때문에, 다윈은 학자로서의 연구활동에 집중할 수 있었다. 1842년 생물계에 관한 최초의 연구서 〈산호초의 분포와 구조〉를 발표했으며, 1842년 6월, 다윈은 자연선택을 통한 진화 이론에 대한 35쪽짜리 초고를 연필로 썼다. 같은 해에 종의 발생에 관해 착상했다. 1844년 〈화산도의 지질학적 관찰〉을 출판했고, 1846년 비글호 탐험에서 얻은 자료를 바탕으로 〈남미의 지질학적 관찰〉을 발표했다. 이러한 활발한 학문활동은 다윈 혼자서 이룬 것이 아닌, 독일어등 5개 언어에 능통한 부인 엠머의 번역 봉사를 받아서 이룬 것이기도 하다.

### 종의 기원과 진화론

1871년 당시 찰스 다윈을 원숭이에 빗대서 풍자한 영국의 신문 만평

1856년 진화론을 쓰기 시작하였으나, 완성되기 전에 앨프리드 월리스로부터 자기의 학설과 똑같은 취지의 논문이 온 것을 보고 놀랐으나, 친구인 후커와 라이엘의 배려로 1858년에 린네 학회 총회에서 월리스의 논문과 함께 발표하였다. 1859년 '종의 기원'을 발표하여 생물 진화의 사실을 제시하고, '자연선택'을 수립하였다.
그에 의하면 어떤 형태의 생물이 오랜 세월동안 환경에 맞추어서 서서히 모습을 변화해간다는 것이었다. 그의 발언 중 '인간은 원숭이로부터 진화되었다'는 부분은 당시 유럽사회에 큰 충격을 주었다. 기독교가 그때까지 유럽 사회를 지배하는 사상이었고 다윈의 견해들은 논란의 대상이 되었다. 1860년 영국 옥스퍼드에서 열린 한 토론회에서는 인간의 조상이 원숭이냐 아니냐를 놓고 영국 사회 각계 인사들이 모여 논쟁을 벌였다. 이 토론회에 다윈을 지지하는 측에서는 찰스 라이엘, 앨프리드 월리스, 토머스 허슬리 등이 나왔고, 기독교 측으로는 영국 성공회 주교인 윌버포스가 나왔다. 논쟁은 생중계되었고, 논쟁 후반에 윌버포스가 진화론 지지 진영을 향해 그대의 할아버지쪽 선조가 원숭이냐, 할머니쪽 선조가 원숭이냐 라는 질문을 던졌고, 헉슬리는 부도덕한 인간을 할아버지라 하느니 정직한 원숭이를 할아버지라 하겠다고 응수하여 논쟁은 종결되었다.
이후 진화론의 찬반을 놓고 격렬한 논쟁의 장이 되었다. 그의 발표는 생물학자뿐만 아니라 구약성서에 근거하여 하느님의 창조를 믿는 기독교 신학자들의 맹렬한 반대를 받았다. 그 후 약 10년 동안 확고한 기반을 닦게 되어 세계 여러 나라로부터 차츰 인정을 받기에 이르렀다. 그는 사망할 때까지 동물학·식물학 및 인류에 관한 연구를 계속하고 많은 저서를 남겼다. 저서로 <가축과 재배 식물의 변이>와 사람의 진화에 대해 다루는 <인간의 유래>(1871) 등이 있다.

## 생애 후반

### 기타

1859년 당시 찰스 다윈을 풍자한 신문 만화

다윈은 흔히 진화론의 이론을 정리한 생물학자로만 알려져 있어서 당시 일부 보수 언론들은 다윈을 원숭이에 빗대는 풍자만화를 그릴 정도였다. 하지만, 그는 남아메리카 여행당시 백인들의 흑인노예 제도에 격분하여, 노예 제도를 반대하기도 했다. 실제로 그는 남아메리카 여행당시 비글호 선장과 노예제도문제로 논쟁을 벌인 적이 있는데, 선장이 노예들이 행복하냐는 질문에 대해 모두 그렇다고 대답한다고 하자, 다윈은 이에 대해서 만약 주인이 없는 곳에서도 그런 말을 하겠느냐고 응수했다는 일화가 있으며, 백인 주인들이 노예들을 고문하는 노예제도를 반대했다.
한편 그의 종의 기원 발표와 '인간이 원숭이로부터 한' 문제의 발언이 나오기 직전인 1856년 독일의 라인란트 주 뒤셀도르프에서 원시적인 형태의 인류인 네안데르탈인의 화석이 발견되면서 논쟁에 불을 지피기도 했다.

### 유언
다윈이 죽기 전에 한 친구의 방문을 받았으며, 다윈이 친구에게 히브리 성서의 창조설을 진리로 인정하고 예수 그리스도에 대한 신앙을 회복했다는 소문이 존재하나 이는 거짓이다. 다윈은 "나는 죽음 앞에서 일말의 두려움도 갖고 있지 않다"라는 말을 남기고 1882년 4월 19일, 73세의 나이로 세상을 떠났다. 잉글랜드 성공회 성당인 웨스트민스터 사원에 묻혔다.

## 심리학
찰스 다윈은 그의 저서 '종의 기원' 후반부에서 다음과 같이 심리학을 언급하고 있다.
In the distant future I see open fields for far more important researches. Psychology will be based on a new foundation, that of the necessary acquirement of each mental power and capacity by gradation. Light will be thrown on the origin of man and his history. (On the Origin of Species ,1859 - CHAPTER XIV. Recapitulation and Conclusion)
머지않은 미래에 나는 훨씬 더 중요한 연구를 위한 열린 분야를 보게 될 것입니다. 심리학은 이러한 새로운 기초, 점진적으로 각 정신작용과 능력을 알아가는데 필요한 새로운 획득의 기초를 기반으로 할것입니다. 사람의 기원과 인류의 역사에 빛이 비춰질 것입니다.
한편 그의 예상대로 동물행동학과 진화심리학 등은 그의 견해를 확인할 수 있는 주요 학문분야이다.

## 저서
- 산호초의 확산과 그 구조 (The Structure and Distribution of Coral Reefs, 1842 London).
- 화산도의 지질학적 관찰 (Geological Observation on the vocanic Islands, 1844 London).
- 남미의 지질학적 관찰 (Geological Obeservation on South America 1846 London).
- 《종의 기원》 (On the Origin of Species) by means of Natural Selection or the preservation of favoured races in the struggle for life, 1859 London)
- 인간의 유래와 성선택 (The Descent of Man, 1871 London)
- 인간과 동물의 감정 표현 (The Expression of the Emotions in Man and Animals, 1872, London)
- 지렁이의 활동과 분변토의 형성 (1881)

Charles Darwin bibliography

## 가족
- 할아버지 이래즈머스 다윈
- 할머니 매리 하워드
- 아버지 로버트 워링 다윈 (1766 - 1848)
- 어머니 수잔나 웨지우드, 조지아 웨지우드의 딸 (1765 - 1817)
  - 형
- 처 엠머 웨지우드, 조수이자 외사촌 누나(1808 - 1896)
  - 사촌 남동생 프랜시스 골턴
  - 친족 엘스턴의 로버트 워링 다윈

## 기타

### 진화론의 주요 이론
- 자연선택
- 성 선택

### 자폐증
영국일간지 더 타임스는 2009년 2월 18일자 기사에서 진화론을 창시한 다윈의 뛰어난 창의력은 자폐증의 영향일 것으로 생각된다는 보도를 하였다. 더 타임스는 "다윈은 아마도 자폐증의 한 종류인 아스퍼거 증후군을 앓았던 것 같다. 다윈의 독창성은 이 자폐증 증상과 관련 있을 수 있다"는 아일랜드 트리니티 대학교의 마이클 피츠제럴드 정신의학 교수의 견해를 인용하였다. 피츠제럴드 교수는 "아스퍼거 증후군의 증상으로 다윈은 놀라운 집중력, 보통 사람 이상의 집요함, 다른 사람들이 못 보는 미세한 부분을 보는 엄청난 능력, 한 과제에 평생 매달리는 끝없는 열정, 독창적 연구를 하는 독립적인 정신 등을 보유했다."고 설명했다. 아스퍼거 증후군은 WHO의 ICD-11이나 미국의 DSM-5가 개정되며 삭제된 상태다.
피츠제럴드 교수는 2004년에 쓴 책 <<Autism and Creativity: Is There a Link between Autism in Men and Exceptional Ability?>>에서 다윈 외에도 루트비히 비트겐슈타인, 윌리엄 버틀러 예이츠, 루이스 캐럴 등에게 아스퍼거 증후군이 있었다고 하였다. 이에 대해 정신과 의사인 Sabina Dosani는 '피츠제럴드가 그들의 정신과 의사가 아니었으며 전기작가도 아니었다'고 비판한다. 피츠제럴드의 주장은, 당사자들을 면담해서 내린 결론이 아니라 해당 인물들의 전기들 중 원하는 결론을 얻기 위해 사례를 취사선택하여 내렸다는 것이다. 그녀는 이것이 "의사과학"이라고 하였다. Mark Osteen은 자폐에 관한 컨퍼런스를 정리하여 낸 책 <<Autism and Representation>>에서 역시 피츠제럴드의 주장을 "비합리적"(absurd)이라고 비판한다.
한편 뛰어난 전문가가 되거나 창의성을 보이는 인물들은 혼자만의 시간을 보내는 경우가 많다. 아스퍼거 증후군이 아니더라도 이들의 행동을 설명할 수 있는 것이다.

### 다윈가의 내력
2010년 후반 내셔널 지오그래픽과 IBM이 후원하는 계통학 추적 프로젝트 따라 다윈의 고손자인 크리스 다윈의 DNA 추출하여 Y염색체를 조사한 결과, 다윈의 조상은 4만5천년 전에 아프리카를 떠나 중동으로 이주한 초기 호모 사피엔스의 일원으로 스페인 남부에 살다가 1만2천년 무렵에 영국으로 이주했다고 한다. 다윈의 유전자는 ’R1b’라는 집단으로 분류됐는데, 크로마뇽인의 직계 후손이라고 한다.

### 샤가스병
다윈은 비글호에 탑승해 여행하던 중, 남미에서 흡혈곤충에게 물려 샤가스병에 걸렸다고 한다.

### 말년의 편지
다윈이 말년에 성경을 믿지 않는다고 고백한 편지가 무려 19만 7천 달러에 낙찰되었다.

## 같이 보기
| - 종의 기원 - 진화론 - 찰스 라이엘 - 이래즈머스 다윈 - 라마르크 - 진화이론의 사회적 영향 - 토머스 헉슬리 | - 적자생존 - 용불용설 - 앨프리드 월리스 - 요한 칼 플로트 - 네안데르탈인 - 다윈주의 - 비교심리학 |